# Jairo Arias
Jairo Arias (ur. 2 listopada 1938, zm. 13 października 2023) – kolumbijski piłkarz. Brał udział w Mundialu 1962 odbywającym się w Chile. Jedynym meczem na tym turnieju w którym zagrał był mecz z Urugwajem 30 maja 1962 w którym Kolumbia przegrała 2:1. Występował w klubie CDC Atlético Nacional.